# Sulayman Arar
Sulayman Atallah Arar (* 8. Oktober 1934 in Maʿan, Transjordanien) ist ein jordanischer Politiker.

## Leben
Sulayman Arar wurde 1976 im ersten Kabinett von Ministerpräsident Mudar Badran erstmals Innenminister und bekleidete dieses Amt zwischen 1979 und 1980 auch im nachfolgenden Kabinett von Ministerpräsident Abdelhamid Sharaf. Im zweiten Kabinett von Ministerpräsident Mudar Badran fungierte er zwischen 1980 und 1982 abermals als Innenminister. Das Amt des Innenministers hatte er von 1984 bis 1985 erneut im Kabinett von Ministerpräsident Ahmad Obeidat inne.